# Fusil Dreyse

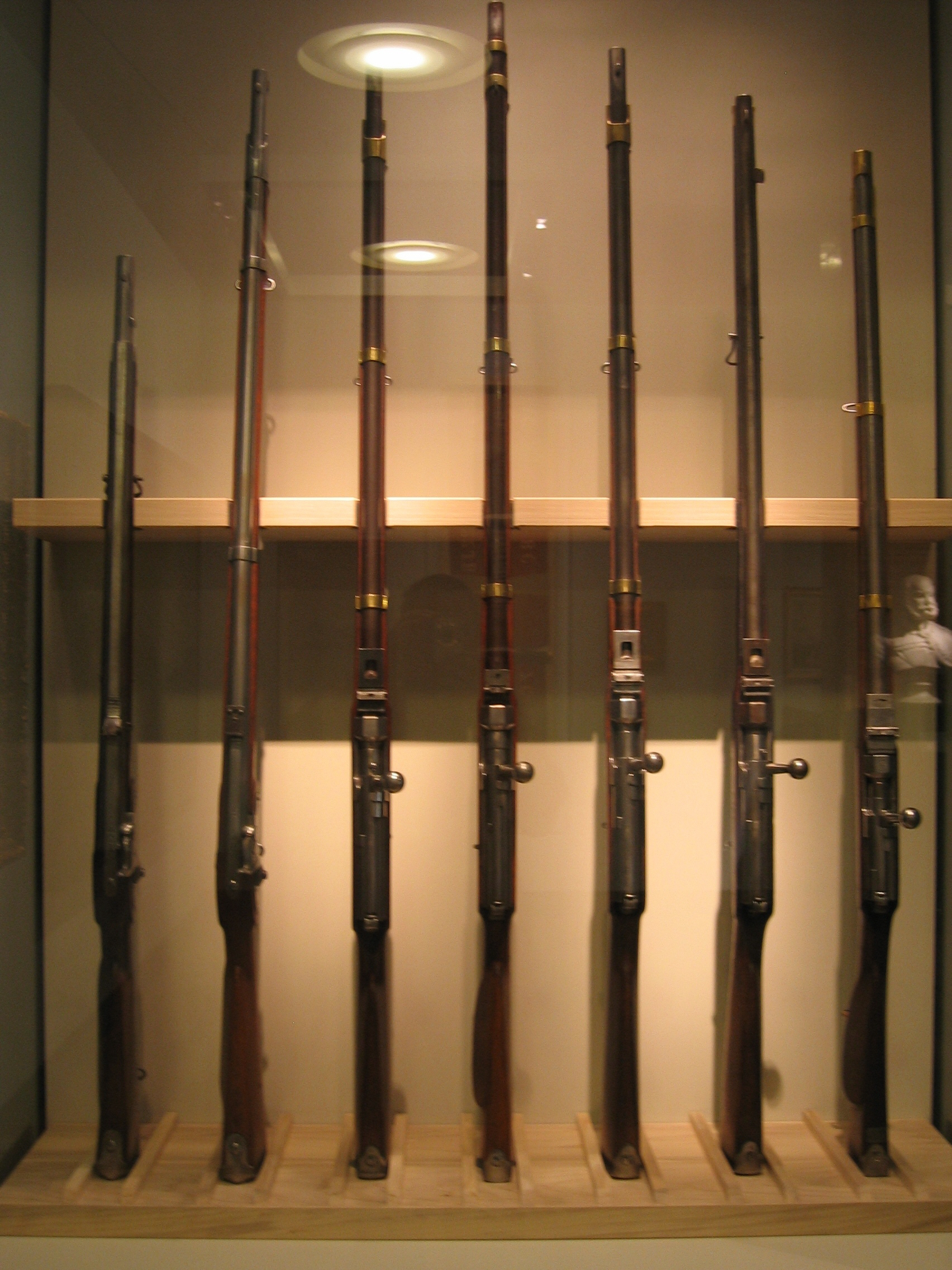
Fusiles Dreyse. El tercero desde la izquierda es el modelo original; los otros son desarrollos posteriores.

El fusil “de aguja” Dreyse es un fusil de cerrojo accionado manualmente que revolucionó el mundo de las armas de fuego y colaboró eficazmente en el triunfo de los prusianos en su guerra contra daneses y austríacos, de la década de 1860.

## Desarrollo
Johann Nikolaus Dreyse (1787-1867) comenzó a desarrollar un sistema de retrocarga, basado en un diseño hecho años antes por Jean Samuel Pauly, y luego de múltiples experimentos, concluyó el diseño del mismo en 1836. Consistía en un fusil de cerrojo corredizo y giratorio, cuya característica más destacada era una larga aguja percutora de acero que estaba situada en el interior de este y empujada por un muelle; de ahí el nombre de este sistema de arma.
Otra característica era su cartucho, que integraba todos los elementos que en las armas de avancarga estaban separados: cápsula fulminante, carga de pólvora y proyectil.
En 1841, el arma es ofrecida a Prusia, que la prueba en el mayor secreto y la adopta definitivamente en 1848. Los soldados prusianos que combatieron en la guerra de 1864, contra Dinamarca, y en la de 1866, contra Austria, iban armados con fusiles Dreyse.
El 3 de julio de 1866, en la batalla de Sadowa, los prusianos armados con este fusil se enfrentaron contra los austríacos, armados con el fusil de avancarga Lorenz, en un combate que duró 8 horas. Finalmente, los prusianos ganaron la batalla causando cuantiosas pérdidas a su enemigo, gracias al poder de fuego que les brindaba el fusil Dreyse.

## Funcionamiento

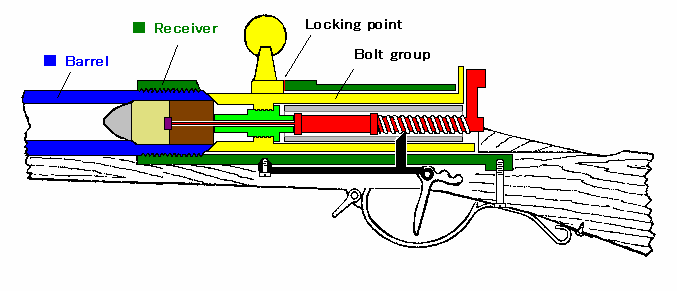
Esquema del cerrojo de un Dreyse.

El Dreyse era básicamente un fusil de cerrojo accionado manualmente, que en su interior alojaba una larga aguja percutora y el resorte o muelle que impulsaba la misma. Al abrir el cerrojo y llevarlo hacia atrás, se comprimía el resorte y se podía introducir un cartucho en la recámara, quedando la aguja y el resorte retenidos.
Al cerrar el cerrojo, este quedaba bloqueado y la obturación se realizaba mediante dos piezas cónicas que se encastraban una dentro de otra. Cuando se oprimía el disparador, la aguja era liberada, impulsada por el resorte, con la fuerza suficiente para traspasar el cartucho y golpear el fulminante y así lograr encender al mismo.
Ese sistema de cierre tenía la ventaja de permitir la retrocarga, es decir, que se podía cargar desde atrás en vez de por la boca del cañón, y con los componentes del disparo (carga de pólvora, pastilla de fulminato y proyectil) ensamblados en una unidad o cartucho, no separados, lo que permitía una gran rapidez de tiro: entre 7 y 10 disparos por minuto durante los primeros momentos, lo que le daba una potencia de fuego increíble para esa época. Pero, el inconveniente residía en el que después de varios disparos, la recámara acumulaba tal cantidad de residuos producidos por la combustión de los cartuchos, que estos dificultaban el cierre y la apertura del cerrojo y hacían disminuir notablemente la velocidad de disparo.
La munición de este fusil era singular. El pistón o cápsula fulminante iba situado en la parte trasera del proyectil ojival que, a su vez, estaba contenido en un taco de cartón (que era el que tomaba las estrías del ánima del cañón) y tenía forma ovoide; después venía la carga de pólvora negra , por lo que la aguja percutora tenía que ser fina y larga para atravesarla y poder incidir en el pistón; por eso a esta arma se la llamó también “de aguja”.
El Dreyse poseía un cañón de ánima estriada, lo que le daba una excelente precisión.
Aunque el diseño era sumamente ingenioso, presentaba una serie de dificultades prácticas: como ya se dijo, al quemarse la carga de pólvora directamente en la recámara, sin nada que la obturara y la protegiera, a los pocos disparos esta se recubría de residuos que dificultaban la introducción en ella de los cartuchos. Esto a veces llegaba a tal grado que los soldados equipados con este fusil tenían que ayudarse para cerrar y abrir el cerrojo con algún elemento -por ejemplo, una piedra-, pues con la mano no resultaba fácil. Por otro lado, la falta de obturación de la recámara hacía que escapasen de ella hacia la cara del tirador partículas incandescentes de pólvora. Además, la aguja, al tener que permanecer entre la carga de pólvora mientras esta se quemaba, se corroía y rompía con gran frecuencia y facilidad.

## Características
- Longitud total: 142,5 cm
- Calibre: 15,43 mm
- Peso sin bayoneta: 4,980 kg
- Peso con bayoneta: 5,336 kg
- Longitud de la bayoneta: 559 mm
- Longitud del cañón: 907 mm de hierro forjado
- Cadencia: entre 7 y 10 disparos por minuto
- Velocidad inicial: 295 a 305 m/s
- Alcance máximo: 600 m

## El cartucho

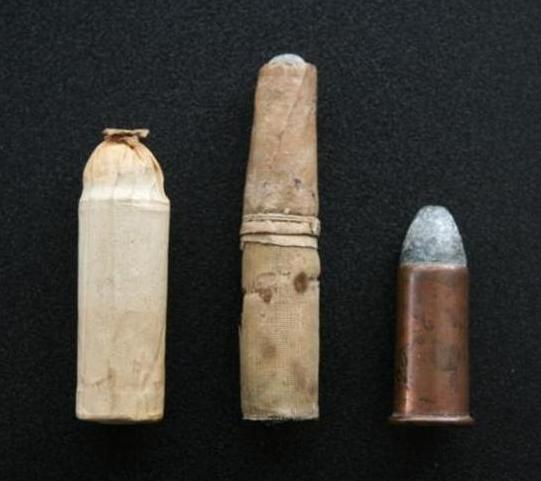
Cartucho Dreyse a la izq.

El cartucho, integraba todos los elementos del disparo (bala, fulminante y pólvora) en una sola unidad, pero en un orden muy particular. El pistón o cápsula fulminante iba situado tras el proyectil, que a su vez estaba contenido en un taco de cartón; después venía la carga de pólvora. Este cartucho, armado artesanalmente, era de papel y se quemaba en la recámara, por lo que también se lo conoce como "cartucho combustible".
Características del cartucho
- Diámetro: 16 mm
- Peso total: 38,5 g
- Peso de la carga: 4,85 g pólvora negra (75 grains)
- Peso de la bala: 31 g (478 grains)
- Longitud total: 6 cm aprox.

- Datos: Q248292
- Multimedia: Dreyse needle-gun / Q248292